# Max Walscheid
Maximilian Richard "Max" Walscheid (* 13. června 1993) je německý profesionální silniční cyklista jezdící za UCI WorldTeam Team Jayco–AlUla.

## Kariéra
23. ledna 2016 byl Walscheid společně s dalšími 5 týmovými kolegy sražen autem, které vjelo do blížícího se provozu, zatímco trénoval ve Španělsku. Všichni závodníci byl převezeni do nemocnice ve stabilním stavu.
V průběhu Tour de France 2021 vyhrál Walscheid wheelie soutěž, kterou uspořádal YouTube kanál Tour de Tietema v rámci patnácté etapy. Tato soutěž byla opakována i o roku později na Tour de France 2022, tentokrát však v průběhu 2. dne odpočinku. Walscheid znovu vyhrál, tentokrát díky wheelie dlouhému 1420 metrů.

## Hlavní výsledky
2014
Národní šampionát
 vítěz silničního závodu do 23 let
Tour de Berlin
9. místo celkově
vítěz etap 4 a 5
2015
vítěz Kernen Omloop Echt-Susteren
Tour de Berlin
2. místo celkově
vítěz 4. etapy
5. místo Zuid Oost Drenthe Classic
8. místo Omloop van het Houtland
10. místo Velothon Berlin
2016
Kolem Chaj-nanu
 vítěz bodovací soutěže
vítěz etap 3, 4, 5, 7 a 9
Národní šampionát
2. místo silniční závod
2017
Danmark Rundt
vítěz 5. etapy
5. místo Omloop van het Houtland
2018
vítěz Münsterland Giro
Tour de Yorkshire
vítěz 3. etapy
Národní šampionát
3. místo silniční závod
6. místo Scheldeprijs
2019
vítěz Omloop van het Houtland
2. místo Scheldeprijs
Národní šampionát
4. místo časovka
5. místo Münsterland Giro
2020
Tour de Langkawi
 vítěz bodovací soutěže
vítěz etap 3 a 8
2021
Mistrovství světa
 vítěz smíšené týmové štafety
Mistrovství Evropy
 2. místo smíšená týmová štafeta
5. místo časovka
Národní šampionát
3. místo časovka
7. místo Nokere Koerse
7. místo Bredene Koksijde Classic
2022
vítěz Grand Prix de Denain
2. místo Nokere Koerse
3. místo Münsterland Giro
4. místo Classic Brugge–De Panne
7. místo Grand Prix d'Isbergues
10. místo Trofeo Playa de Palma
2023
Mistrovství světa
 3. místo smíšená týmová štafeta
Mistrovství Evropy
 3. místo smíšená týmová štafeta
Tour Poitou-Charentes en Nouvelle-Aquitaine
6. místo celkově
6. místo Clásica de Almería
6. místo Elfstedenronde
8. místo Paříž–Roubaix
8. místo Scheldeprijs

### Výsledky na Grand Tours
| Grand Tour      | 2018 | 2019 | 2020 | 2021 | 2022 | 2023 | 2024 |
| --------------- | ---- | ---- | ---- | ---- | ---- | ---- | ---- |
| Giro d'Italia   | —    | —    | —    | 124  | —    | —    | 127  |
| Tour de France  | —    | —    | 134  | 121  | DNF  | —    |      |
| Vuelta a España | 156  | 137  | —    | —    | —    | —    |      |

| —   | Nezúčastnil se |
| DNF | Nedokončil     |